# Johannes Stark
Johannes Stark (ur. 15 kwietnia 1874 w Schickenhof, zm. 21 czerwca 1957 w Traunstein) – niemiecki fizyk, noblista.

## Życiorys
Był profesorem politechniki w Akwizgranie, uniwersytetu w Greifswaldzie i Würzburgu oraz innych uczelni. Jego prace dotyczyły głównie fizyki atomowej. W 1913 odkrył zjawisko rozszczepienia oraz przesunięcia linii spektralnych atomu lub cząsteczki wysyłających lub absorbujących kwanty świetlne wywołane oddziaływaniem pola elektrycznego, nazwane później efektem Starka. Zajmował się również zjawiskami zachodzącymi podczas wyładowań elektrycznych w gazach. W 1919 otrzymał nagrodę Nobla w dziedzinie fizyki.
Na początku XX w. był zainteresowany zasadą względności i ideą skwantowania energii. W roku 1907 Stark, jako wydawca „Jahrbuch der Radioaktivität und Elektronik”, zaprosił rozpoczynającego karierę naukową Alberta Einsteina do napisania artykułu przeglądowego na temat zasady względności. W tym samym roku opublikował w Physikalische Zeitschrift swoje obliczenia minimalnej ilości energii zawartej w masie elektronu w stanie spoczynku, e0=m0c2. W artykule tym Stark cytował „zasadę względności sformułowaną przez H.A. Lorentza i A. Einsteina” oraz „zależność Plancka M0=E0/c2 ”. 
Po okresie początkowego zainteresowania zasadą względności, Stark później przeciwstawiał się relatywistycznej teorii Einsteina, zarówno jako fizyk, jak i jako antysemita o przekonaniach nazistowskich i z tego powodu był wspierany przez władze III Rzeszy w próbach zbudowania alternatywnej "niemieckiej fizyki" (Deutsche Physik). W roku 1947 Stark został skazany na 4 lata więzienia przez sąd denazyfikacyjny.